# Centrale travailliste progressive 47
La Progressieve Vakcentrale 47 (PV 47 - Centrale travailliste progressive 47) est une confédération syndicale du Suriname. Elle est affiliée à la Confédération syndicale internationale et à la Confédération syndicale des travailleurs et travailleuses des Amériques.